# Rio Avrig
O Rio Avrig é um rio da Romênia afluente do rio Olt, localizado no distrito de Sibiu.